# Smyga zonata
Smyga zonata är en insektsart som beskrevs av Irena Dworakowska 1995. Smyga zonata ingår i släktet Smyga och familjen dvärgstritar. Inga underarter finns listade i Catalogue of Life.